# الهولوكوست في فرنسا

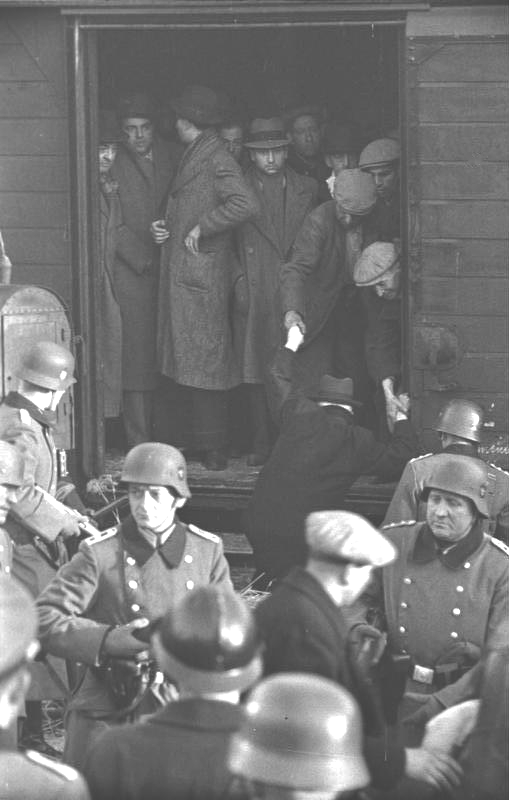

يشير مصطلح الهولوكوست في فرنسا إلى عمليات اضطهاد وترحيل وإبادة اليهود والغجر بين عامي 1940 و 1944 في فرنسا المحتلة، وفرنسا الفيشية المتروبوليتية، وفي شمال إفريقيا الفرنسية الخاضعة للحكم الفيشي خلال الحرب العالمية الثانية. بدأ الاضطهاد في عام 1940، وبلغت ذروته عند ترحيل اليهود من فرنسا إلى معسكرات الاعتقال في ألمانيا النازية وبولندا المحتلة من قبل النازيين. بدأ الترحيل في عام 1942 واستمر حتى يوليو 1944. رُحَّل أكثر من 75,000 يهودي إلى معسكرات الموت من بين 340,000 يهودي يعيشون في فرنسا متروبوليتان/ القارية عام 1940، قُتل في هذه المعسكرات حوالي 72,500. شاركت كل من حكومة فرنسا الفيشية والشرطة الفرنسية في جمع اليهود. على الرغم من أن معظم اليهود المُرحَّلين ماتوا، بقي من السكان اليهود في فرنسا حوالي 75%، إذ يعتبر هذا الرقم واحد من أعلى معدلات البقاء على قيد الحياة في أوروبا.

## خلفية تاريخية
في صيف عام 1940، كان هناك حوالي 700,000 يهودي يعيشون في الأراضي الخاضعة للحكم الفرنسي، يعيش 400,000 منهم في الجزائر الفرنسية (التي كانت جزء من فرنسا)، وفي المحميتين الفرنسيتين في تونس والمغرب. بلغ عدد سكان فرنسا ميتروبوليتان اليهود 150,000 مواطن خلال فترة ما بين الحربين العالميتين. بالإضافة إلى ذلك، استضافت فرنسا عددًا كبيرًا من اليهود الأجانب الذين فروا من الاضطهاد في ألمانيا. بحلول عام 1939، ارتفع عدد السكان اليهود إلى 330,000 بسبب رفض الولايات المتحدة والمملكة المتحدة قبول المزيد من اللاجئين اليهود بعد مؤتمر إيفيان. بعد احتلال بلجيكا وهولندا في عام 1940، استضافت فرنسا موجة جديدة من المهاجرين اليهود وبلغ عدد السكان اليهود ذروته، إذ وصل إلى 340,000 شخص.
عند إعلان الحرب العالمية الثانية، عُبِّئ اليهود الفرنسيون في الجيش الفرنسي مثل مواطنيهم، وفي عام 1914، جُنَّد عدد كبير من اليهود الأجانب في أفواج المتطوعين الأجانب. اعتقِل اللاجئون اليهود من ألمانيا كأجانب أعداء. بشكل عام، كان السكان اليهود في فرنسا واثقين من قدرة فرنسا على الدفاع عنهم ضد المحتلين، لكن البعض، وخاصة من ألزاس ومناطق موزيل، فروا غربًا إلى المنطقة غير المحتلّة منذ يوليو 1940.
لم تتضمّن هدنة 22 يونيو 1940، الموقعة بين الرايخ الثالث (ألمانيا النازية) وحكومة المارشال فيليب بّيتان، أي بنود معادية لليهود بشكل علني، لكنها أشارت إلى نشر النظام العرقي الموجود في ألمانيا منذ عام 1935 إلى فرنسا متروبوليتان وأقاليمها فيما وراء البحار:
- بحسب المادة 3 يجب على الإدارة الفرنسية في المناطق الفرنسية المُحتلّة مباشرةً من قبل الألمان أن تسهّل بكل الوسائل الممكنة الإجراءات المتعلقة بتنفيذ حقوق الرايخ.
- حذرت المادتان 16 و 19 الحكومة الفرنسية بوجوب المضي في إجراءات ترحيل اللاجئين من الأراضي المحتلة، وهي مُطالبة بتسليم جميع المواطنين الألمان الذين يحدّدهم الرايخ المتواجدين في فرنسا، والممتلكات، والمستعمرات الفرنسية، والمحميات والأقاليم الخاضعة للولاية.

تحت شروط الهدنة احتلّت ألمانيا جزءًا فقط من فرنسا متروبوليتان. حكمت حكومة المارشال بيتان دولة فرنسا الفيشية (أو رسميًّا الدولة الفرنسية) في جنوب فرنسا، والجزائر الفرنسية، جنبًا إلى جنب مع أقاليم فرنسا ما وراء البحار مثل المغرب، وتونس، والهند الصينية وبلاد الشام وغيرها. رأى نظام فرنسا الفيشية إمبراطوريته كجزء لا يتجزأ من فرنسا غير المحتلة، طُبقَّت المراسيم المعادية لليهود على الفور هناك، بسبب رؤية الحكومة للإمبراطورية كاستمرار إقليمي لفرنسا المتروبولية.

## التاريخ

### من الهدنة إلى غزو المنطقة الحرة
في صيف عام 1940، نظّم السفير الألماني في باريس أوتو أبيتز حملات مصادرة لممتلكات العائلات اليهودية الغنية. اتّخذ النظام الفيشي أول إجراءات معادية لليهود بعد السلطات الألمانية في خريف عام 1940. وفي 3 أكتوبر 1940، أقر النظام الفيشي مجموعة من القوانين المعادية لليهود تحت عنوان وضع اليهود أو «ستاتو دو جوف» لحل مسألة اليهود في المناطق الخاضعة لسيطرته. تنص المادة 9 على أن القانون ينطبق على ممتلكات فرنسا في الجزائر الفرنسية، والمستعمرات، ومحميات تونس والمغرب. أعدّت القوانين السابقة في أكتوبر 1940 من قبل رافييل أليبيرت. وفقًا لوثيقة نُشرت في عام 2010، شدّد بيتان نفسه على هذه القوانين. تبنّت قوانين «وضع اليهود» تعريف «اليهودي» المفصّل في قوانين نورمبرغ، إذ حُرَم اليهود من حقوقهم المدنية، وطردوا من العديد من الوظائف. هذا ومنع اليهود من العمل في مهن معينة (المعلمين والصحفيين والمحامين وما إلى ذلك)، في حين ينص قانون 4 أكتوبر 1940 على سجن اليهود الأجانب في معسكرات الاعتقال في جنوب فرنسا مثل غورس. وانضم هؤلاء المعتقلون إلى قوافل اليهود الذين رُحّلوا من مناطق فرنسا، بما في ذلك 6500 يهودي رُحّلوا من الألزاس واللورين خلال عملية بوركل.
أثناء عملية بوركل أشرف كل من جوزيف بوركل وروبرت هينريتش فاغنر على طرد اليهود إلى فرنسا غير المحتلّة من أجزاء من الألزاس واللورين، التي ضُمَّت في صيف عام 1941 إلى الرايخ. اليهود في الزيجات المختلطة هم الوحيدون الذين نجوا من الطرد. حُذِّر 6,500 يهودي متأثرون بعملية بوركل قبل ساعتين على الأكثر قبل القبض عليهم في ليلة 22-23 أكتوبر 1940. عبرت القطارات التسعة التي كانت تحمل اليهود المُرحَّلين إلى فرنسا دون إنذار سابق للسلطات الفرنسية، التي لم تكن راضية عن استقبالهم. لم يُسمح للمُرحلين بأخذ أي من ممتلكاتهم معهم، إذ صادرت السلطات الألمانية هذه الممتلكات. تعامل وزير الخارجية الألماني يواكيم فون ريبنتروب مع شكاوى حكومة فرنسا الفيشية بشأن عمليات الطرد بإهمال شديد. ونتيجة لذلك اُعتقَل اليهود المطرودون في عملية بوركل في ظروف قاسية من قبل سلطات حكومة فرنسا الفيشية في مخيمات غورس، وريفسالتس، وليه ميلز، بينما كانوا ينتظرون الوقت المناسب لإعادتهم إلى ألمانيا.
أشرف المفوض العام للشؤون اليهودية، الذي عيّنته دولة فرنسا الفيشية في مارس 1941، على الاستيلاء على ممتلكات اليهود وتنظيم دعاية معادية لليهود. في الوقت نفسه، بدأ الألمان في تجميع سجلات اليهود في المنطقة المحتلة. نظّمت قوانين وضع اليهود الثانية في 2 يونيو 1941 هذا التسجيل في جميع أنحاء البلاد وفي شمال إفريقيا. نظرًا لأن شارة النجمة الصفراء لم تكن إلزامية في المنطقة غير المحتلّة، فإن هذه السجلات ستوفر الأساس لعمليات التجميع والترحيل المستقبلية. في المنطقة المحتلة، ألزمت القوانين الألمانية ارتداء النجمة الصفراء لجميع اليهود الذين تزيد أعمارهم عن ست سنوات في 29 مايو 1942.
في 29 نوفمبر 1941، أنشأ الألمان الاتّحاد العام لبني إسرائيل في فرنسا، بهدف السيطرة عن كثب على المجتمع اليهودي، إذ أُدرجت جميع الأعمال الخيرية اليهودية. وهكذا تمكن الألمان من معرفة مكان اليهود المحليون. رُحّل العديد من قادة الاتّحاد العام لبني إسرائيل في فرنسا، مثل رينيه راؤول لامبرت وأندريه باور.

### معسكر درانسي
بدأت اعتقالات اليهود في فرنسا في عام 1940 للأفراد، وبدأت عمليات الترحيل العام في عام 1941. وقعت الحملة الأولى في 14 مايو 1941، جميع اليهود المعتقلون كانوا من الرجال والأجانب، إذ اُعتقلوا في معسكرات الاعتقال الأولى في بيتي فيير، ولواريت، وبون لا رونالد. حدثت الحملة الثانية بين 20 و 1 أغسطس 1941، أدت إلى اعتقال 4232 يهودي فرنسي وأجنبي، نُقلوا جميعًا إلى معسكر درانسي.
بدأت عمليات الترحيل في 27 مارس 1942، عندما غادرت القافلة الأولى باريس إلى أوشفيتز. شملت العمليات النساء والأطفال أيضًا، على سبيل المثال خلال حملة «فيل ديف» في 16- 17 يوليو 1942، إذ اعتقلت الشرطة الفرنسية 13,000 يهودي. سيطرت السلطات الألمانية في المنطقة المحتلة بشكل فعال على الشرطة الفرنسية، إذ نفّذت الأخيرة الإجراءات التي أمر بها الألمان ضد اليهود، وفي عام 1942، سلّمت الشرطة يهودًا غير فرنسيين من معسكرات الاعتقال إلى الألمان. وساهمت في إرسال عشرات الآلاف من معسكرات الاعتقال إلى معسكرات الإبادة في بولندا المُحتلَّة من قبل ألمانيا عبر درانسي.
بدءًا من أغسطس 1942، اُعتقَل اليهود الأجانب في المنطقة غير المحتلّة، ثمّ رُحّلوا إلى مخيمات اللاجئين في جنوب غرب فرنسا في غور وأماكن أخرى، ليُرحَّلوا بعدها إلى المنطقة المحتلة، حيث أُرسَلوا إلى معسكرات الإبادة في ألمانيا وبولندا المحتلة.

## وصلات خارجية
- الهولوكوست في فرنسا - ياد فاشيم (بالإنجليزية)